# Oumou Sangaré
Oumou Sangaré, född 25 februari (eller 2 februari) 1968 i Bamako är en malisk sångerska och musiker som framför wassouloumusik.
Sangaré kommer från Wassoulou söder om Niger.  Familjen flyttade till Bamako där Sangaré som ung började att sjunga för att tjäna pengar. Hon uppträdde inför en stor publik på Bamakos största arena, Stade des Omnisports när hon var sex år gammal. Som sextonårig turnerade hon kortvarigt i Europa som sångerska i bamba-bandet Djoliba Percussions. Sangaré spelade in sitt första album, Moussoulou ("Kvinnor"), år 1991 tillsammans med den kända maliska arrangören Amadou Ba Guindo. Den blev en enorm succé i Västafrika och såldes i mer än 250 000 exemplar.
1995 turnerade hon med musikerna Baaba Maal och Femi Kuti och  bandet Boukman Eksperyans och har uppträtt internationellt på många stora scener, bland annat på WOMEX och Roskildefestivalen 2004.
Hennes sång Saa Magni spelades i en kärleksscen i Ridley Scotts film Kingdom of Heaven från 2005. Hon var en av artisterna i Herbie Hancocks The Imagine Project med nyinspelningar av John Lennons Imagine och fick en Grammy Award 2010 för en singel därifrån.
Sangaré skriver sina egna texter, som är typiska för Wassouloumusiken, med tema som barnafödande, fertilitet och polygami och komponerar sin egen musik. Hon har öppnat ett hotell och en konsertlokal i Bamako och startat ett jordbruk samt  import och tillverkning av bilar av delar från Kina. Hon har också arbetat för olika ideella organisationer och utsågs till ambassadör för FN:s livsmedels- och jordbruksorganisation 2003.
År 2017 spelade hon in albumet Mogoya efter en paus på åtta år.

## Diskografi
Soloalbum:
- Moussolou (1990)
- Ko Sira (1993)
- Worotan (1996)
- Laban (2001)
- Oumou (2003)
- Seya (2009)
- Mogoya (2017)
- Acoustic (2020)
- Timbuktu (2022)

Medverkar på:
- The Rough Guide to World Music (1994)
- The Rough Guide to West African Music (1995)
- Unwired: Africa (2000), World Music Network
- Mood 4 Eva (2019)